# Esparsac
Esparsac ist eine französische Gemeinde mit 254 Einwohnern (Stand: 1. Januar 2022) im Département Tarn-et-Garonne in der Region Okzitanien. Sie gehört zum Kanton Beaumont-de-Lomagne und zum Arrondissement Castelsarrasin.

## Geografie
Die Sère passiert die Gemeindegemarkung von Esparsac. Nachbargemeinden sind Lavit im Nordwesten, Gensac im Norden, Coutures und Sérignac im Nordosten, Beaumont-de-Lomagne im Osten, Gimat im Süden, Glatens im Südwesten und Maumusson im Westen.

## Bevölkerungsentwicklung
| Jahr      | 1962 | 1968 | 1975 | 1982 | 1990 | 1999 | 2008 | 2015 |
| --------- | ---- | ---- | ---- | ---- | ---- | ---- | ---- | ---- |
| Einwohner | 345  | 303  | 253  | 246  | 256  | 245  | 248  | 240  |

## Sehenswürdigkeiten

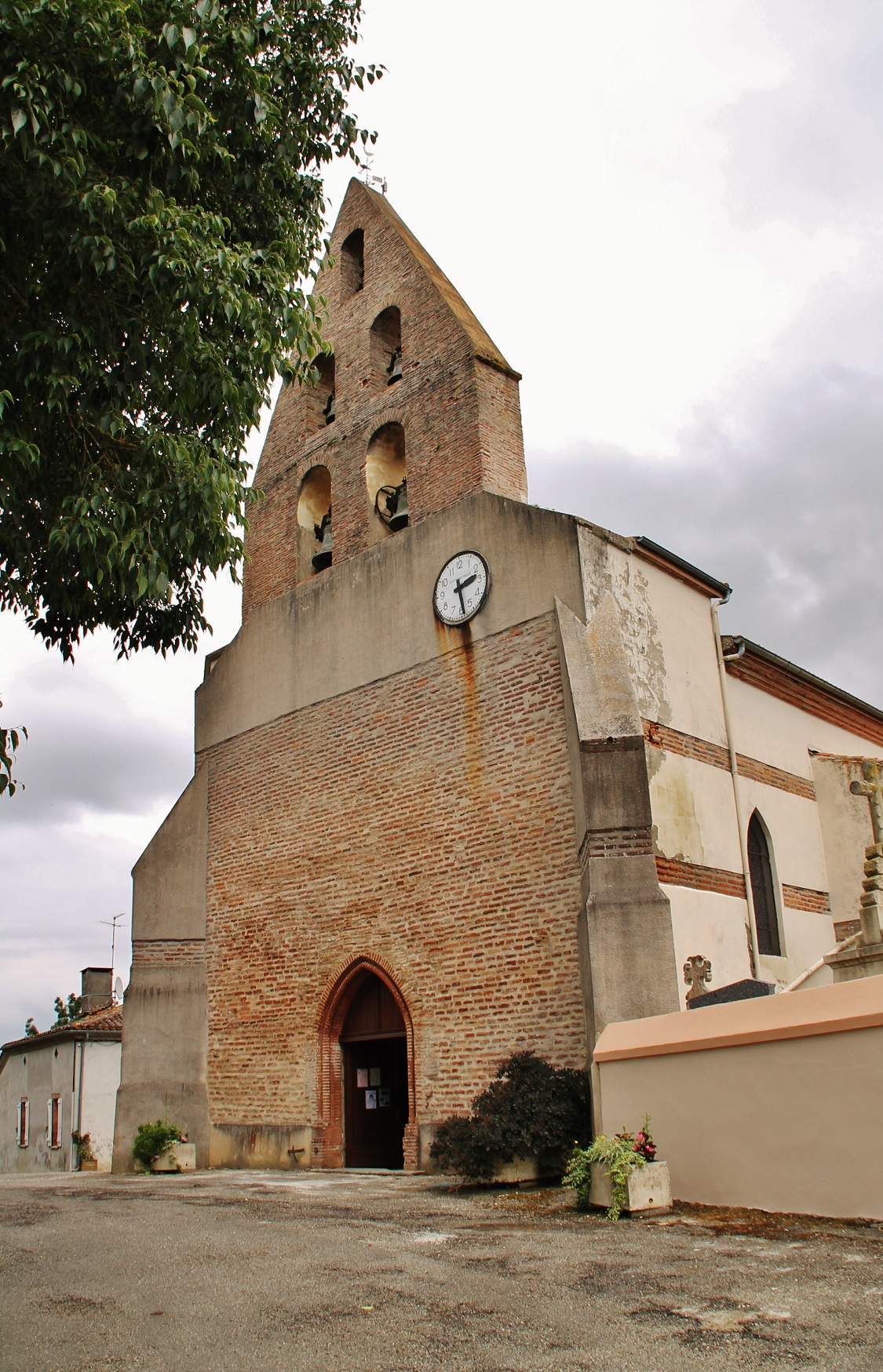
Kirche Saint-Pierre

- Kirche Saint-Pierre